# Giappone ai XVII Giochi olimpici invernali
Il Giappone partecipò ai XVII Giochi olimpici invernali, svoltisi a Lillehammer, Norvegia, dal 12 al 27 febbraio 1994, con una delegazione di 59 atleti impegnati in undici discipline.